# Hedoi Etxarte
Hedoi Etxarte (Pamplona, Navarra, 28 d'abril de 1986-) és un escriptor, violinista i traductor navarrés. Es va llicenciar en violí en el Conservatori Superior de Música de Navarra i en Traducció i Interpretació a la Universitat del País Basc. Col·labora en el diari Berria amb el pseudònim Larrepetit i és un dels promotors de la llibreria Katakrak de Pamplona.

## Obra
Als 22 anys va publicar el seu primer llibre de poesia en basca, titulat Suzko liliak (2008) i uns anys més tard publicaria el seu segon poemari, Simplistak (2012). També s'ha dedicat al còmic, primer va traduir al basc el còmic Gaston. 10 (2007) d'André Franquin i en 2009 va escriure el text de la novel·la gràfica Ihes Ederra amb il·lustracions d'Alain M. Urrutia, que va traduir al castellà amb el títol La bella fugida (2009). Posteriorment Carme Oliveras ho va traduir al català amb el títol La bella fugida (2010)
En 2014 va publicar un assaig filosòfic sobre Wagner titulat Wagner auziaz, precedit del seu pròleg Iraultza artistiko-politiko baten kasua i amb traduccions al basc de textos de Robert Wangermee, Catherine Clement, Slavoj Zizek i Alain Badiou.

## Poesia
- Suzko lilia (2008, Susa)
- Sinplistak (2012, Susa)

## Novel·la gràfica
- Ihes ederra (2009, Alberdania, Alain M. Urrutia-ren irudiekin)

## Traducció
- Gaston Lagaffe 10. albuma (2007, André Franquin)

## Assaig
- Wagner auziaz: Wangermée, Clément, Zizek, Badiou (2014, Jakin)